# Brachymyrmex aphidicola
Brachymyrmex aphidicola, anteriormente chamada de Brachymyrmex longicornis hemiops, é uma espécie de inseto do gênero Brachymyrmex, pertencente à família Formicidae.
Era considerada uma subespécie da B. longicornis até que uma revisão do gênero, publicada em 2019, concluiu que todas as subespécies de B. longicornis se tratavam de espécies diferentes, incluindo a espécie principal, tornada sinônimo da Brachymyrmex australis.